# Sergio Eduardo Longo Fracalanzza
Sergio Eduardo Longo Fracalanzza é um cientista, professor e ex-reitor da Universidade Federal do Rio de Janeiro (UFRJ).
É graduado em Farmácia Bioquímica pela Universidade Estadual Paulista Júlio de Mesquita Filho (UNESP) (1973), mestre (1980) e doutor (1986) em Ciências (Microbiologia) pela UFRJ.